# Historial Agnès de Langeac
L'Historial Agnès de Langeac est un musée situé dans la commune française de Langeac, en Haute-Loire, dans la région Auvergne-Rhône-Alpes. Installé dans un ancien couvent de dominicaines du XVIIe siècle, il est ouvert à la visite gratuite de juillet à mi-septembre.

## Histoire
Le marquis de Langeac pose la première pierre du monastère en 1621, qui sera fondé officiellement le 24 septembre 1623. En 1792, 34 sœurs sont expulsées et le monastère est transformé en hospice de Langeac. Cependant, en 1805, deux sœurs reviennent, servent les malades à l'hospice et cherchent à reprendre leur vie monastique. La communauté est rétablie canoniquement en 1822, et en 1840, un nouveau monastère est construit au bord de l'Allier,.
Le musée a été inauguré le 3 octobre 2010 par Henri Brincard, évêque du Puy-en-Velay, avec une muséographie conçue par Gérard Fustier.

## Description
Le musée présente une collection d'ornements liturgiques, allant du XVIIIe au XXe siècle. Parmi les pièces notables, on trouve des chasubles, étoles, manipules, voiles de calice et bourses de corporal. Les tissus utilisés incluent le drap d'or, le velours, le satin et le gros de Tours, souvent brodés de motifs floraux, de symboles eucharistiques, et du Trigramme I.H.S. Les ornements sont ornés de broderies élaborées, de galons dorés et de motifs religieux tels que l'Agneau de l'Apocalypse, les fleurs de la Passion, et des scènes sacrées. Certaines pièces se distinguent par leur fabrication à la machine Cornély et l'inclusion de broderies en soie peinte.
Figure également dans la chapelle une reproduction de La Cène de Léonard de Vinci, ainsi que des enluminures du livre d'heures de la Vierge du XVe siècle, commandé par Jacques de Langhac.